# Micklethwaite
Micklethwaite är en stadsdel i Wetherby, i civil parish Wetherby, i distriktet Leeds, i grevskapet West Yorkshire, i England. Micklethwaite var en civil parish från 1866 till 1937 då den blev en del av Wetherby. Denna civil parish hade 86 invånare år 1931.